# 志村だヨ!
『志村だヨ!』（しむらだヨ!）は、フジテレビ系列で2013年4月10日から9月25日まで毎週木曜日 1:10 - 1:40（水曜深夜、JST）に放送されたお笑いバラエティ番組。志村けんの冠番組。イザワオフィス制作。

## 概要
2012年4月から2013年3月まで1年放送された前身番組、『志村劇場』をリニューアル。当番組からは再びコメディをメインとする。
当番組から志村けんと優香以外のメンバーを一新。『変なおじさんTV』から『志村劇場』に至るまで、12年半レギュラーで出演していた肥後克広・上島竜兵（ダチョウ倶楽部）に代わり、笑福亭笑瓶や三又又三など、志村との共演が少なかったメンバーを起用。
東京・下町のどこかにありそうな志村と優香夫婦が営む喫茶店と、その向かいの笑福亭笑瓶が店主を務める日本そば屋の2軒で繰り広げられるホームコメディと、クイズコーナー「いくら?DEショー!」の2部構成。
2021年9月よりファミリー劇場にて再放送された。

## 出演者
- 志村けん
- 優香
- 笑福亭笑瓶
- 多岐川華子
- 三又又三
- 後藤郁

## コーナー
コント
志村夫妻が切り盛りする喫茶店、その向かいの日本そば屋の2軒を舞台にしたホームコメディー。
- けん（志村） - 喫茶「しむら」のマスター。ときおり「そば八」を訪れる。
- 優香（優香） - 志村の妻。しっかり者。
- 華子（多岐川） - 「しむら」のアルバイト店員。
- ひろし（笑瓶） - 「しむら」の向かいにある「そば八」の主人。独身。
- かおる（後藤） - 「そば八」のアルバイト店員。
- 三又（三又） - それなりの年かさだが売れない俳優。独身。「しむら」「そば八」に入り浸っている。

いくら?DEショー!
モノの値段を当てるクイズコーナー。志村と優香が司会を務め、毎週ゲストを迎える。2013年2月26日に放送された『志村けんのだいじょうぶだぁ』スペシャルで登場したコーナーをレギュラー化したもの。
志村、優香が進行役。レギュラー回答者は笑瓶、多岐川のほか、ゲスト解答者4名が出演する。
- 司会進行
  - 志村けん（メインMC）
  - 優香（サブMC）
- アシスタント
  - 宮澤智（フジテレビアナウンサー）
  - 久代萌美（フジテレビアナウンサー）
  - 山中章子（フジテレビアナウンサー）
- レギュラー解答者
  - 笑福亭笑瓶
  - 多岐川華子
- ゲスト解答者
  - 出川哲朗
  - フジテレビ女子アナウンサー
    - 生野陽子
    - 山中章子
    - 山﨑夕貴
    - 竹内友佳

  - misono
  - ハマカーン
    - 浜谷健司
    - 神田伸一郎

  - 柴田理恵
  - 博多華丸・大吉
    - 博多華丸
    - 博多大吉

  - 尾崎ナナ
  - 磯山さやか
  - 松村邦洋
  - 元木大介
  - 益子直美

## スタッフ
- プロデューサー：井澤健
- 構成：朝長浩之
- 音楽：たかしまあきひこ
- カメラ：藤江雅和
- SW：小林光行
- 音声：松本政利
- 映像：原啓教
- 照明：野崎政克
- デザイン：根本研二
- 美術プロデューサー：山根安雄
- 美術進行：平山雄大
- 大道具：三上普
- 装飾：菊池誠
- アクリル装飾：村田誠司
- 電飾：宇塚敏明
- 持道具：網野高久
- 衣装：横田尊正
- メイク：岡田美喜子
- 編集：轟禎治（D-Craft）
- ペイント：菊地大介
- 音響：戸辺豊
- MA：大塚大
- 美術協力：フジアール
- 技術協力：ニユーテレス、IMAGICA、fmt
- 制作協力：エスカンパニー、エクシーズ
- 編成：清水泰貴・情野誠人（フジテレビ）
- 広報：加藤麻衣子（フジテレビ）
- TK：増山郁子
- AP：井澤秀治、西　和浩
- 演出補：長谷吉洋（エクシーズ）
- 演出：戸上　浩・小倉　肇（エクシーズ）
- 企画制作：イザワオフィス

## エンディングテーマ
- 2013年4月 「二次元少女」あべりょう
- 2013年5月 「バイトファイター」バクステ外神田一丁目
- 2013年6月 「シェールの休日」あべりょう
- 2013年7月 「世界はひとつ」orz
- 2013年8月 「サマーライオン」アイドリング!!!
- 2013年9月 「あい」近藤晃央

## ネット局
| 放送対象地域   | 放送局             | 系列           | 放送日時                     | 備考        |
| -------------- | ------------------ | -------------- | ---------------------------- | ----------- |
| 関東広域圏     | フジテレビ         | フジテレビ系列 | 木曜 1:10 - 1:40（水曜深夜） | 番組配信局  |
| 北海道         | 北海道文化放送     | フジテレビ系列 | 火曜 1:15 - 1:45（月曜深夜） | 12日遅れ    |
| 岩手県         | 岩手めんこいテレビ | フジテレビ系列 | 木曜 0:40 - 1:10（水曜深夜） | 14日遅れ    |
| 秋田県         | 秋田テレビ         | フジテレビ系列 | 土曜 1:20 - 1:50（金曜深夜） | 23日遅れ    |
| 山形県         | さくらんぼテレビ   | フジテレビ系列 | 木曜 0:35 - 1:05（水曜深夜） | 21日遅れ    |
| 福島県         | 福島テレビ         | フジテレビ系列 | 火曜 0:40 - 1:10（月曜深夜） | 12日遅れ    |
| 新潟県         | 新潟総合テレビ     | フジテレビ系列 | 土曜 2:10 - 2:40（金曜深夜） | 9日遅れ     |
| 静岡県         | テレビ静岡         | フジテレビ系列 | 火曜 0:55 - 1:25（月曜深夜） | 12日遅れ    |
| 中京広域圏     | 東海テレビ         | フジテレビ系列 | 火曜 1:35 - 2:05（月曜深夜） | 103日遅れ   |
| 島根県・鳥取県 | 山陰中央テレビ     | フジテレビ系列 | 水曜 0:40 - 1:10（火曜深夜） | 13日遅れ    |
| 広島県         | テレビ新広島       | フジテレビ系列 | 木曜 1:00 - 1:30（水曜深夜） | 7日遅れ     |
| 熊本県         | テレビ熊本         | フジテレビ系列 | 月曜 2:05 - 2:35（日曜深夜） | 不明        |
| 兵庫県         | サンテレビ         | 独立局         | 日曜 0:00 - 0:30（土曜深夜） | 約3か月遅れ |
| 京都府         | KBS京都            | 独立局         | 木曜 23:00 - 23:30           | 43日遅れ    |
| 青森県         | 青森テレビ         | TBS系列        | 月曜 0:50 - 1:20（日曜深夜） | 約8ヶ月遅れ |